# Philippe Kaeppelin
Philippe Kaeppelin, né le 22 octobre 1918 au Puy-en-Velay (Haute-Loire) et mort, dans la même ville, le 7 juillet 2011, est un artiste plasticien français, sculpteur, peintre, d'art liturgique et d'art profane.

## Biographie
Philippe Kaeppelin vient d'une famille d'origine alsacienne, qui, après la guerre de 1870, est venue s'installer au Puy-en-Velay, où il est né, en 1918. Son père était médecin. Il  a suivi l'école des Beaux-Arts de Paris, mais mobilisé durant la Seconde Guerre mondiale, il doit interrompre ses études. Il revient en 1941 dans sa ville natale, démobilisé, et, à 23 ans, est engagé dans l'atelier de l'artiste Henri Charlier, qui lui apprend à tailler la pierre.
En 1946, il se marie au Puy-en-Velay avec Marie-José Boudignon, et aura deux enfants, dont Dominique Kaeppelin, né en 1949, qui deviendra lui aussi artiste sculpteur et graveur, d'art sacré et d'art profane.
Il s'installe en 1956 près de Paris, à Vanves, où il crée un immense atelier.
Il partage alors sa vie entre sa maison à Vanves et celle de sa ville natale, au Puy-en-Velay, un hôtel du XVIIe siècle qu’il avait entièrement restauré, au pied de la Cathédrale Notre-Dame ; cathédrale à laquelle il était très attaché, ayant travaillé dès 1946 sur le mobilier du chœur et créé une croix de verre-cristal, ainsi qu'écrit un ouvrage sur sa Vierge Noire, en 1997. C'est dans cette cathédrale que ses obsèques ont eu lieu, le 11 juillet 2011.

### Amitiés auvergnates
Philippe Kaeppelin se lie avec deux grandes personnalités d'Auvergne, sa région natale : les écrivains Henri Pourrat et Alexandre Vialatte.

#### Henri Pourrat
Au-delà de son amitié avec Henri Pourrat, Philippe Kaeppelin travaillera sur les illustrations de six de ses livres, travail qui s'accompagnera d'une grande correspondance.

#### Alexandre Vialatte
Philippe Kaeppelin rencontre Alexandre Vialatte en 1945 en Allemagne, lors de la fin de la Seconde Guerre mondiale, où tous deux y étaient correspondants de guerre. Cette amitié durera jusqu'au décès de Vialatte en 1971. Leur correspondance sera en partie éditée, et Alexandre Vialatte, dans ses chroniques journalistiques, évoque à plusieurs reprises le travail de son ami Kaeppelin. Il l'évoquera aussi, accompagné de ses sculptures, lors de son passage en 1969 à la télévision, durant l'émission de Remo Forlani L’Invité du dimanche.

Leur amitié déborde sur le travail de Kaeppelin, puisque pour ses œuvres sculptées d'animaux, ses bestiaires, Vialatte invente des noms pour ces animaux fantaisistes, et ensemble, à partir de ces noms, en font ensuite des sortes de définitions cocasses. Ce travail croisé sur les bestiaires de Kaeppelin seront édités par deux fois : en 1969, avec une préface de Vialatte, et en 1983. Ces bestiaires seront aussi exposés à diverses reprises.

Dans Bestiaire de Philippe Kaeppelin, Alexandre Vialatte écrit : 
« Kaeppelin est sculpteur jusqu’à l’os. Il n’imagine que par volumes. Il ne voit jamais qu’avec ses doigts. Il refait la réalité… La réalité frappe son regard, puis sort de ses doigts, réinventée comme une plaisanterie monstrueuse. Ironique, caricaturale, bougonne, cocasse et tourmentée. C’est pourtant elle, à n’en pas douter. Poétique, lyrique, compliquée : simplifiée en même temps. Synthétique et charmante. Elle tient du cauchemar, de Daumier, de l’humour noir, et du rire d’enfant. »
Philippe Kaeppelin réalise une sculpture de la tête de Vialatte, en son hommage : elle est exposée en extérieur, près de la gare d'Ambert (Puy-de-Dôme), où a vécu l'écrivain, et où il est inhumé.

## Récompense
- 1979 : Prix Francisque-Mège, de l’Académie des Sciences, Belles Lettres et Arts de Clermont-Ferrand.

## Quelques œuvres liturgiques

### En Auvergne

#### En Haute-Loire[10]
- Au Puy-en-Velay

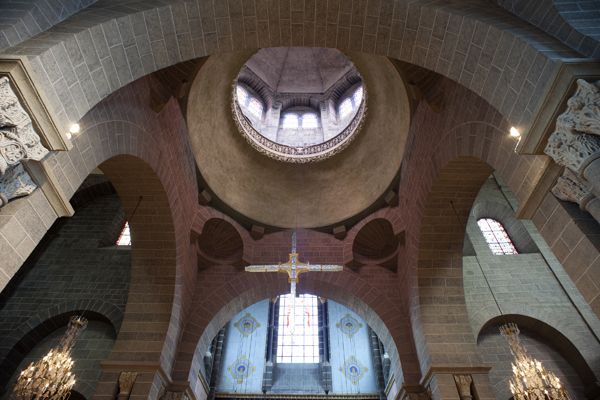
La croix de verre-cristal sertie de laiton doré, dans le chœur de Cathédrale Notre-Dame du Puy-en-Velay.

  - Philippe Kaeppelin a œuvré dans la Cathédrale Notre-Dame du Puy-en-Velay, où dès 1946, il a rénové le chœur, en créant son mobilier, et une croix de verre-cristal sertie de laiton doré le surplombant[6]. (Le chœur sera modifié dans les années 1990).
  - Il a créé les autels de plusieurs églises : église Saint-Laurent, église du Collège, église du Val-Vert...
  - La statue de l'église du Val-Vert.
  - Le Christ du Grand Séminaire, et du Centre Hospitalier Sainte-Marie.
- À Aiguilhe
  - La statue de l'église Saint-Michel d'Aiguilhe
- À Retournac
  - L'autel et la Croix de l'église Saint-Jean-Baptiste
- À Rosières
  - L'autel, le Christ et le tabernacle de l'église Saint-Martin
- À Saugues
  - L'autel consacré à Saint-Bénilde surmonté de sa statue Diorama Saint-Bénilde

### Autres régions de France
- Dans le Languedoc-Roussillon, en Lozère, il a sculpté l'autel et l'ambon de la Cathédrale Notre-Dame-et-Saint-Privat de Mende, en 1989. L'autel est décoré de dessins en étain doré représentant la crucifixion du Christ, Jésus au tombeau, Jésus sortant du tombeau et saint Privat portant la mitre et une croix épiscopale.

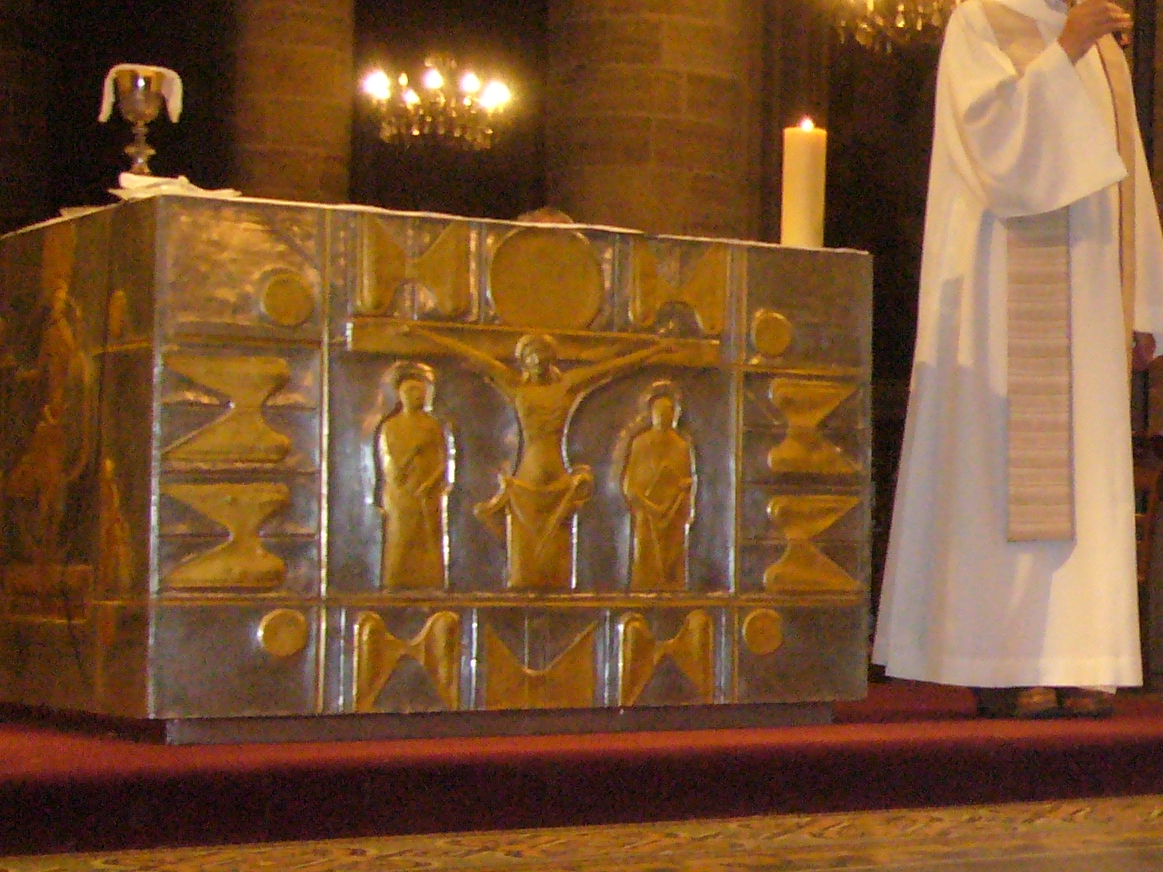
Autel de la Cathédrale Notre-Dame-et-Saint-Privat de Mende.

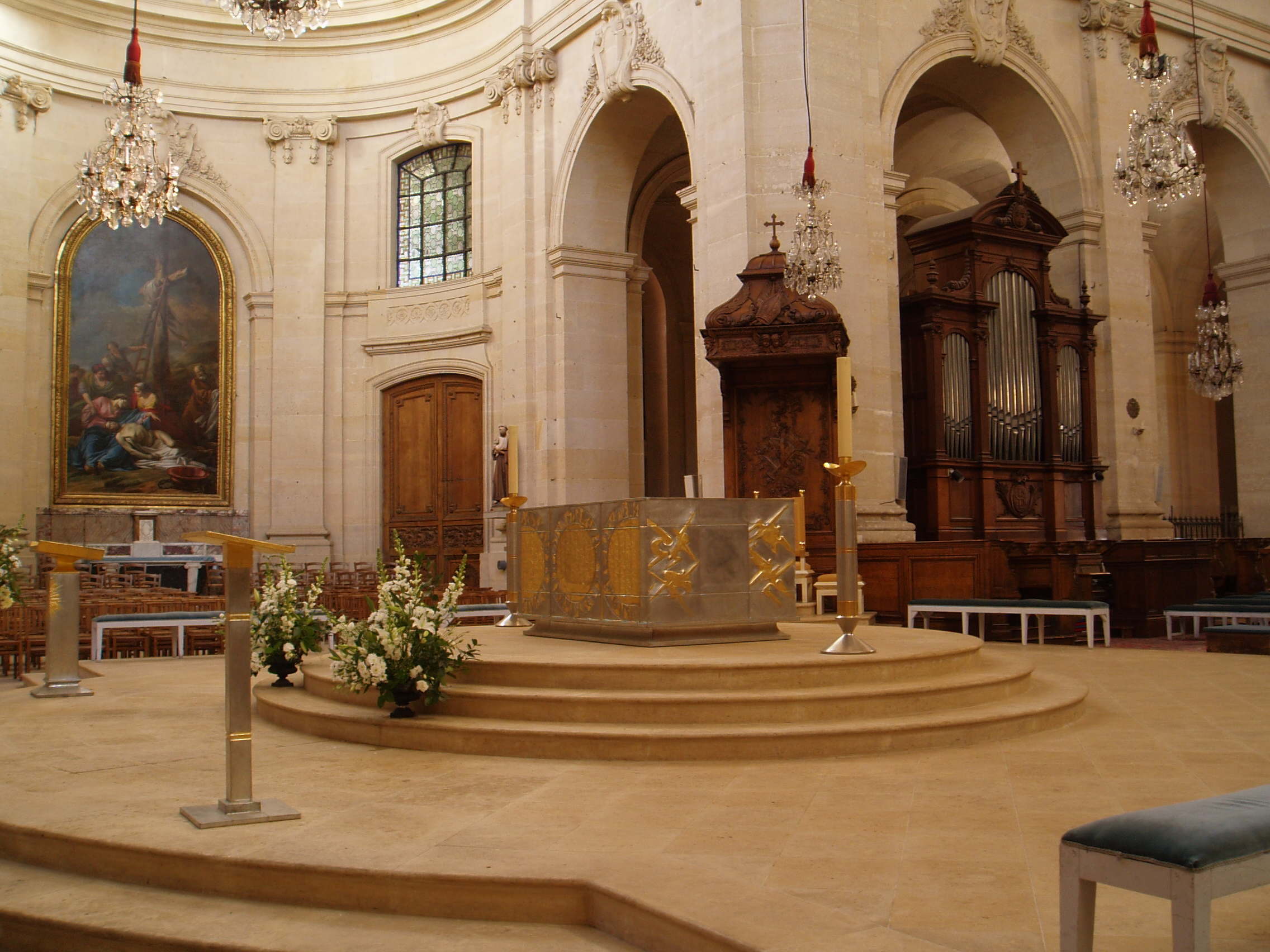
Le chœur et le maître-autel de la Cathédrale Saint-Louis de Versailles.

- En Alsace, dans le Haut-Rhin, il a créé un autel pour l'église d'Hirsingue[1], et a rénové l’église Notre-Dame de l’Assomption au lieu-dit Logelbach, à Wintzenheim[11], et a travaillé sur celle de Feldbach[12].
- En Occitanie, dans l'Aveyron, à la fin des années 1950, pour la chapelle Sainte-Emilie-de-Rodat de Villefranche-de-Rouergue, il a sculpté le tympan oriental représentant la Sainte Famille, une frise de 50 mètres reprenant la vie du Christ et de la Vierge et la table d'autel illustrant les quatre Evangélistes et des motifs eucharistiques.
- À Brest, pour l'église Saint-Louis rebâtie après la Seconde Guerre mondiale, il a sculpté un imposant-maître autel et un calvaire monumental surplombant le chœur (1958).
- En Bourgogne, dans la Côte d'Or, dans les années 1960, pour l'église de Bligny-le-Sec, il a sculpté le Christ en Croix[13]  et la porte du tabernacle[14].
- En Île-de-France :
  - à Paris 
    - pour l'Église de la Sainte-Trinité (Paris), il a créé les deux autels contemporains (nef et chapelle de la Vierge), les deux crucifix près des autels, les deux ambons[7]

  - dans les Yvelines :
    - pour la Cathédrale Saint-Louis de Versailles, il a créé l'autel : « autel revêtu d'étain repoussé et surmonté d'une table de marbre gris », et décoré de « fines feuilles d'or : à l'avant trois soleils rayonnants symbolisant la Sainte Trinité, des anges Cathédrale St Louis - Autelsaisis en plein vol sur les côtés et à l'arrière la couronne d'épines en hommage à Saint-Louis »[7], et consacré en avril 2002.
    - pour l'église de Jouy-en-Josas, il a sculpté deux statues : une Vierge à l'Enfant, et Saint-Pierre[15].
- En Haute-Normandie, dans la Seine-Maritime, il a créé le maître-autel de la Cathédrale Notre-Dame du Havre[16], en 1974.
- Dans les Hauts-de-France, dans l'Oise, à Creil, il a créé, en 1968, le mobilier liturgique de l'église Saint-Joseph-Ouvrier : christ en croix, tabernacle, chandeliers et porte du placard aux Saintes Huiles.
- En région Provence-Alpes-Côte d'Azur, Philippe Kaeppelin a réalisé la reliure de l'évangéliaire de la chapelle Sainte-Émérentienne du sanctuaire de Notre-Dame de Vie (Venasque, Vaucluse).

## Quelques œuvres profanes

### Bestiaires
- Bestiaire en collages : une soixantaine d’œuvres[17]
- Bestiaire en sculptures : une cinquantaine d’œuvres[18], dont plusieurs noms de sculptures ont été inventés ou co-inventés avec Alexandre Vialatte.

### Autres
- Diverses sculptures, peintures, collages.
- À Auvers (Haute-Loire)[10], groupe sculpté sur la Bête du Gévaudan[19], en bronze, installée en 1995. Ce monument commémore le combat de Marie-Jeanne Vallet servante du curé Bertrand-Louis Dumont de Paulhac contre la Bête du Gévaudan (11 août 1765).

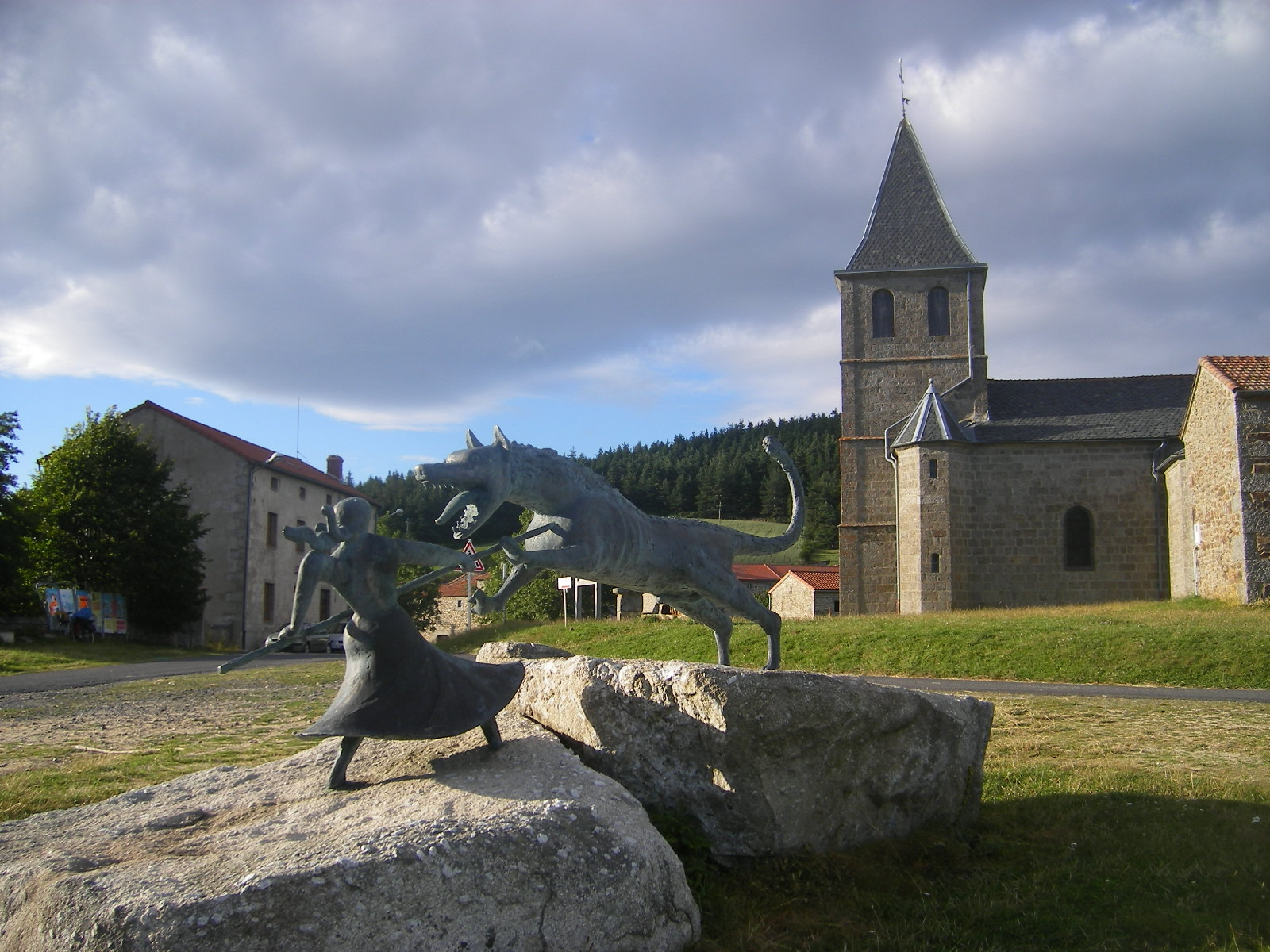
Sculptures en bronze du combat de Marie-Jeanne Vallet contre la Bête du Gévaudan, installée en 1995 à Auvers (Haute-Loire).

- À Ambert (Puy-de-Dôme), sculpture de la tête de son ami et écrivain Alexandre Vialatte, en son hommage[9] : elle est exposée en extérieur, près de la gare d'Ambert, où a vécu l'écrivain, et où il est inhumé.

## Publications
- Philippe Kaeppelin, Bestiaire, présentation d’Alexandre Vialatte, Anne-Colin Galerie Dauphine, Paris, 1969
- La Chanson de Roland, traduction de Maurice Teissier, bois gravés de Philippe  Kaeppelin, Gardet & Garin, Annecy, 1948
- Philippe Kaeppelin, Bestiaire, Les Cahiers Bleus, 1983
- Philippe Kaeppelin, Plumages, Éditions de la Borne, 1985
- Philippe Kaeppelin, A propos d’une reconstitution de Notre-dame du Puy : in Cahiers de la Haute-Loire, Le Puy-en-Velay, Cahiers de la Haute-Loire, 1993
- Philippe Kaeppelin, La Sainte image de Notre-Dame du Puy : Deux hypothèses, Le Puy, Le Fil, 1997.

## Expositions
- 2001 : Vialatte-Kaeppelin : Bestiaire insolite, Musée Lecoq, 15 novembre 2001 - 13 janvier 2002 : textes d'Alexandre Vialatte, cculptures - collages - esquisses de Philippe Kaeppelin.
- 2013 : Philippe Kaeppelin, entre terre et ciel , printemps 2013, Hôtel-Dieu du Puy-en-Velay[20] : exposition inédite de 150 œuvres, et diverses manifestations et conférences parallèles autour de l'exposition[21].